# Syriana
Syriana is een Amerikaanse film uit 2005 geschreven en geregisseerd door Stephen Gaghan. Onderwerp van de film is de wijze waarop de Verenigde Staten het regeringsbeleid van een fictief olierijk emiraat in het Midden-Oosten trachten te beïnvloeden. George Clooney speelt een CIA-agent en Matt Damon een financieel analist.
Syriana werd genomineerd voor Academy Awards voor beste script en beste bijrolspeler (Clooney), waarvan het laatstgenoemde daadwerkelijk won. Clooney won tevens een Golden Globe (waarvoor ook de filmmuziek van Alexandre Desplat werd genomineerd) en Gaghan ontving daadwerkelijk een National Board of Review Award voor zijn scenario.

## Rolverdeling
- Kayvan Novak - Arash
- George Clooney - Bob Barnes
- Amr Waked - Mohammed Sheik Agiza
- Christopher Plummer - Dean Whiting
- Jeffrey Wright - Bennett Holiday
- Chris Cooper - Jimmy Pope
- Robert Foxworth - Tommy Barton
- Nicky Henson - Sydney Hewitt
- Nicholas Art - Riley Woodman
- Matt Damon - Bryan Woodman
- Amanda Peet - Julie Woodman
- Steven Hinkle - Max Woodman
- Daisy Tormé - Rebecca
- Peter Gerety - Leland 'Lee' Janus
- Mazhar Munir - Wasim Khan
- Max Minghella - Robby Barnes
- Tim Blake Nelson - Danny Dalton
- William Hurt - Stan